# Francesco Fracanzano
Francesco Fracanzano (Monopoli, 1612 - Naples, 1656) est un peintre baroque italien originaire des Pouilles, mais ayant majoritairement vécu et fait carrière à Naples durant la première moitié du XVIIe siècle, « un des meilleurs représentants de la veine naturaliste d'origine caravagesque ».

## Biographie
Fils du peintre Alessandro Fracanzano, Francesco naît à Monopoli dans les Pouilles en 1612. Il s'installe à Naples en 1622  avec son frère aîné Cesare, également peintre. Il épouse en 1632 Giovanna Rosa, sœur d'un ami peintre fréquentant son atelier, Salvator Rosa. Un de leurs enfants, Michelangelo, peintre aussi au début de sa carrière et après la mort de son père, est beaucoup plus connu après 1675 comme comédien de la commedia dell'arte et créateur du Pulcinella napolitain devenu le Polichinelle français.
Formé dans l'atelier napolitain de José de Ribera et donc influencé par Caravage dont Ribera est le plus éminent propagateur, il partage néanmoins avec le Maître de l'Annonce aux bergers une prédilection pour le cadrage de figures en buste se détachant sur un fond sombre, une manière de peindre lâche et grumeleuse, un coloris dense en pleine pâte (Le Retour du fils prodigue, Naples Museo di Capodimonte), au point que leurs tableaux ont parfois été confondus.
Il a participé à la révolte de Masaniello et fut pardonné. Il a peint La Mort de saint Joseph, à l'église de la Très-Sainte-Trinité-des-Pèlerins.
L'artiste meurt sans doute au cours de l'épidémie de peste de 1656.

## Œuvre
Parmi les œuvres les plus célèbres de sa maturité :
- Philosophe de l'école cynique Palazzo Rosso, Gêne
- le Retour du fils prodigue, Naples, musée national Capodimonte
- Saint Grégoire l'Arménien dans la citerne 1635, église San Gregorio Armeno de Naples;

à partir des années 1640, l'artiste évolue vers un genre plus classique et hiératique:
- La Mort de saint Joseph 1652, Naples, église de la Très-Sainte-Trinité-des-Pèlerins [1].

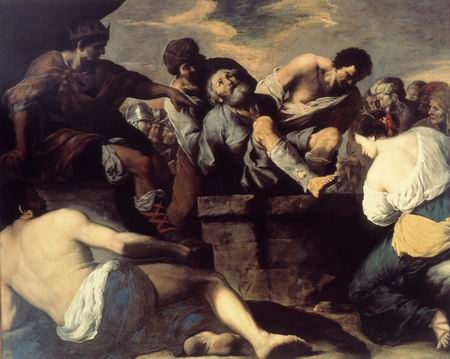
St Grégoire l'Arménien dans la citerne.
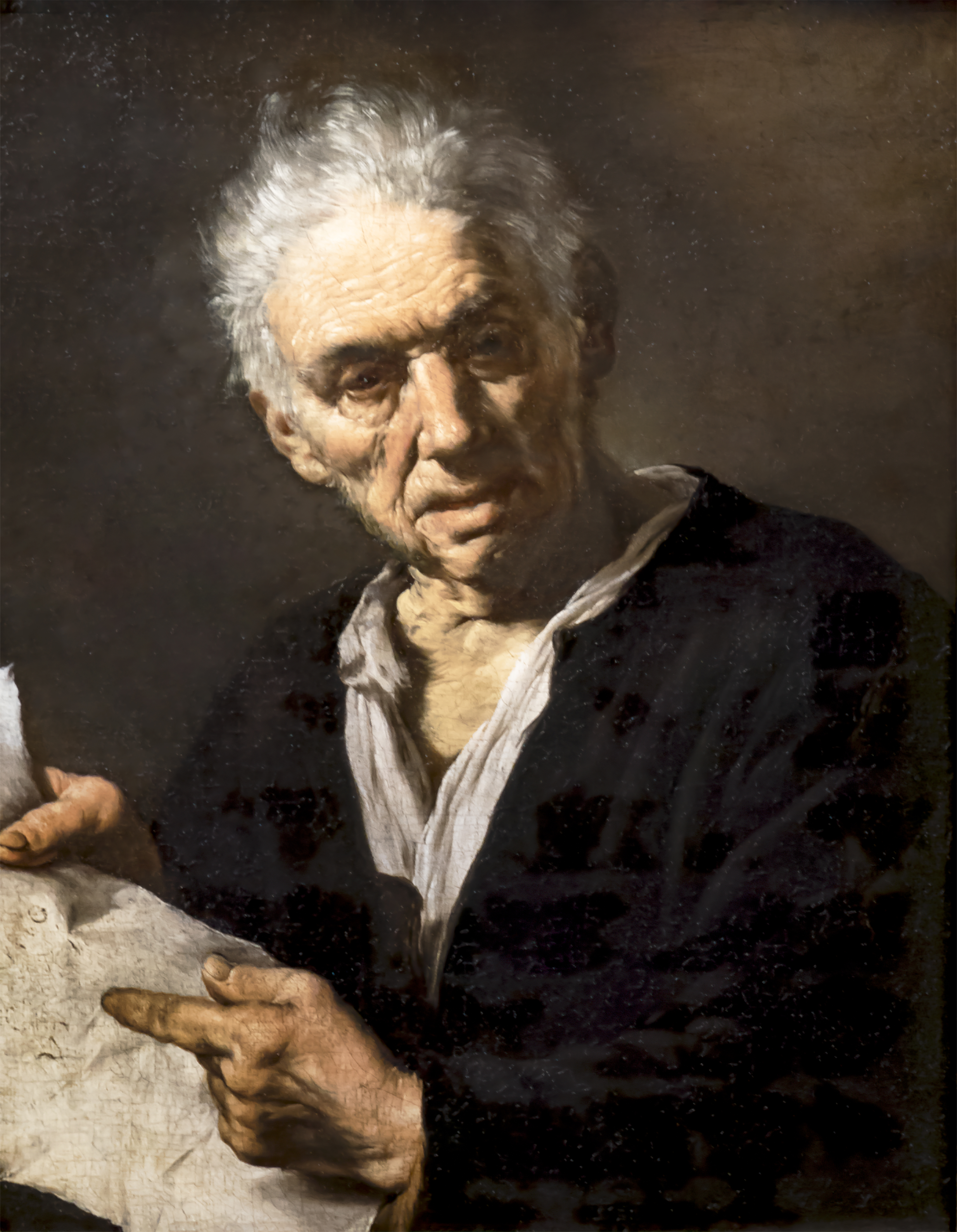
Philosophe de l'école cynique Palazzo Rosso, Gêne